# Тарасково (Свердловская область)
Тара́сково — село в Новоуральском городском округе Свердловской области России.

## География
Тарасково находится на восточном склоне Среднего Урала, возле истока реки Нейвы. Село расположено к северо-западу от Екатеринбурга, к югу от Нижнего Тагила и к югу-юго-западу от Новоуральска. Через Тарасково с севера на юг проходит автодорога Новоуральск — Билимбай.
Ближайшие к селу населённые пункты:
- к северу-северо-востоку — посёлок Мурзинка и город Новоуральск,
- к востоку — посёлок Калиново,
- к юго-западу — деревня Починок.

К западу и к югу от села проходит водораздел Волго-Камского и Обь-Иртышского речных бассейнов, проходящий в этом месте не только по горной цепи, но и по холмисто-увалистой поверхности. Исток реки Нейвы (Иртышского бассейна) находится в 2 км южнее самого села. Через Тарасково Нейва протекает с юга на север, принимая слева мелкие притоки. Приблизительно в 3,5 км к югу от населённого пункта начинается река Восточный Шишим уже Камского бассейна, а в 2—2,5 км к западу от села протекает мелкая река Баручиха — левый приток Восточного Шишима.
Рядом с селом находится большая гора Дедова (в народе — Дедогор) на западном склоне которой находится правобережная часть Тараскова. Эта гора отделяет село от железной дороги, проходящей в 3-х километрах восточнее. Дедогор является частью небольшой проходящей здесь с севера на юг горной цепи, на которой примерно в 4,5 км к югу-юго-востоку от Тараскова расположена гора Берёзовая. Через эту гору проходит лесная дорога, соединяющая Тарасково с селом Таватуй при одноимённом обгонном пункте Свердловской железной дороги.
К западу от Тараскова проходит другая горная цепь, на которой к северо-западу от села находится гора Караульная.

## История
Тарасково — старинное село Урала, основанное в XVII веке. В результате исследований, проведённых в 1971 году в районе Тараскова, в истоках реки Нейвы, раскопок под руководством археолога А. И. Рассадович, были обнаружены остатки трёх металлургических заводов XVII века. Рассадович решила, что это остатки первого в этих местах небольшого «мужицкого» завода Дмитрия Тумашева. Однако вопрос насчёт принадлежности находки Тумашеву остаётся открытым, тем более, что из архивных источников известно, что в конце XVII века по реке Нейве существовало сразу несколько небольших железоделательных производств.
В XVIII—XIX веках жители Тараскова занимались куренными и рудничными работами при Верх-Нейвинском чугуноплавильном и железоделательном заводе.
В конце XIX века в селе насчитывалось до 600 жителей. В поселении была школа. Вместо сгоревшей деревянной церкви был поставлен каменный храм. В 1878 году открыто движение по Уральской горнозаводской железной дороге, протянувшейся в восточных окрестностях Тараскова с севера на юг. В четырёх вёрстах от села построена железнодорожная станция Тарасково (ныне обгонный пункт Таватуй).
Тарасково в XIX — начале XX веков входило в состав Верх-Нейвинской волости Екатеринбургского уезда Пермской губернии и недолго (в 1919—1923 гг.) Екатеринбургской губернии. После советской административно-территориальной реформы в 1923 году село оказалось в составе Невьянского района, в составе которого оно стало центром сельского совета и с небольшими перерывами было в составе района до 1994 года.
В начале 1930-х годов в селе создан колхоз им. Чапаева. Одним из первых его председателей был Илья Петрович Щекалёв.
Во время Великой Отечественной войны на фронт ушло примерно 180—200 сельчан. Из них 65 воинов не вернулись: 29 человек погибли в ходе боевых действий, 9 — умерли от ран и болезней, 27 — пропали без вести. Судьба десятерых человек неизвестна.
В 1950 году колхоз им. Чапаева со своими землями был передан в состав подсобного хозяйства комбината № 813, а в 1957 году подсобное хозяйство комбината преобразовано в совхоз «Уральский» ОРСа п/я УЭХК. Центр совхоза остался в селе Тарасково, а в состав совхоза вошли: укрупнённый колхоз имени Сталина (деревни Починок и Елани), колхоз «Коллективный труд» (деревня Пальники) и колхоз «Красный Яр» (ныне не существующая деревня Воробьи). После распада СССР и перехода с плановой на рыночною экономику совхоз «Уральский» был преобразован в агрофирму «Уральскую».
В 1994 году Тарасково и другие населённые пункты Тарасковского сельсовета, а также посёлок Мурзинка, были переданы из состава Невьянского района в состав новообразованного ЗАТО города Новоуральска.

## Население
Численность населения по годам:
| 1904 | 1908 | 1926 | 2002 | 2010  | 2021  |
| ---- | ---- | ---- | ---- | ----- | ----- |
| 573  | 577  | 708  | 1396 | ↘1196 | ↗1279 |

## Инфраструктура
В селе есть сельский клуб «Юбилейный», школа, детский сад, работают участковая больница (общая врачебная практика) с поликлиникой и станцией скорой помощи, опорный пункт полиции, отделения «Почты России» и Сбербанка.

### Транспорт
Через село Тарасково проходит автодорога Новоуральск — Билимбай, имеется автобусное сообщение села с Новоуральском и Первоуральском: маршруты № 106 Первоуральск — Новоуральск и № 122 Новоуральск — Тарасково.
Железнодорожная ветка Нижний Тагил — Екатеринбург проходит в небольшом отдалении от села. Ближайший остановочный пункт — Калиново — в 3 км к востоку от села, за Дедовой горой, дорога к нему отсутствует. Ближайшая железнодорожная станция — Мурзинка — находится приблизительно в 6 км по автодороге от центра Тараскова, в одноимённом посёлке. До Мурзинки можно также добраться на местном автобусе. Через Мурзинку и Калиново ходят электропоезда Екатеринбург — Нижний Тагил и в обратном направлении.

## Достопримечательности
Достопримечательности Тараскова:
- памятник жертвам Великой Отечественной войны,
- Свято-Троицкий Всецарицынский монастырь,
- святые источники.

### Свято-Троицкий Всецарицынский монастырь
В селе находится мужской Свято-Троицкий Всецарицынский православный монастырь. При одном из них также есть часовня Николая Чудотворца. При монастыре есть небольшая гостиница со столовой.
Каменная однопрестольная Свято-Троицкая церковь на территории монастыря, построенная на месте сгоревшей деревянной Свято-Духовской церкви. Заложена 6 августа 1902 года. Освящена 28 мая 1906 года. В советское время храм закрыли. В разные годы здесь размещались зернохранилище, сельский клуб и лыжная база. В 1994 году здание возвратили верующим.
Главная святыня монастыря — икона пресвятой Богородицы «Всецарица», подаренная монастырём с горы Афон в 1997 году. Также в храме хранится книга свидетельств исцелений после посещения этих мест, которая повествует о чудесных избавлениях от различных болезней.
На территории монастыря находится несколько целебных источников, привлекающих сюда множество туристов и безнадёжно больных людей, верящих в чудесную силу здешней воды.

### Святые источники

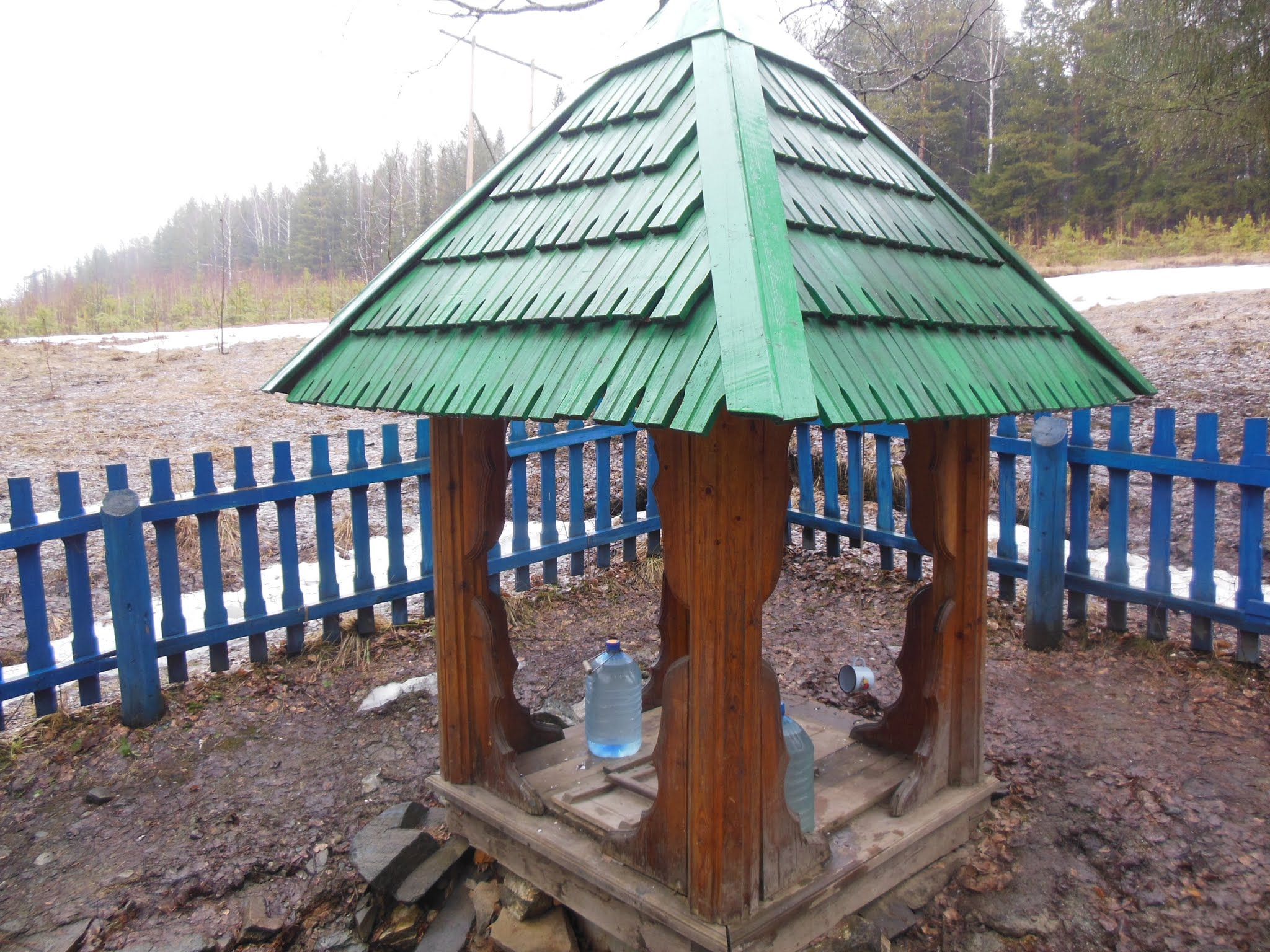
Один из источников в 2013 году

На территории монастыря и в окрестностях несколько источников. У каждого свои легенды и свои истории чудесных исцелений.
Главный почитаемый источник находится на территории Свято-Троицкого Всецарицынского монастыря. Он освящён в честь иконы «Всецарицы». Над источником небольшая деревянная церковь. Каждый день с утра до вечера туда тянется большая очередь за чудодейственной водой. Воду разливает один из послушников монастыря.
Рядом со стенами монастыря в небольшой часовне находится источник Николая Чудотворца, колодцу которого более 120 лет. Источник Марии Египетской находится в лесу рядом с Тарасковом (примерно в 1 километре от монастыря). Здесь построена купальня, оборудованная спуском в воду. Летом в выходные складывается очередь из паломников. Вода в источнике холодная.
Также в лесу находится Троицкий источник — самый старый из всех, известный ещё с XVIII века.